# Matthias Wengelin
Matthias Wengelin (2 de febrero de 1988) es un deportista sueco que compitió en ciclismo de montaña en la disciplina de campo a través. Ganó tres medallas en el Campeonato Europeo de Ciclismo de Montaña entre los años 2005 y 2009.

## Palmarés internacional
| Campeonato Europeo | Campeonato Europeo        | Campeonato Europeo | Campeonato Europeo         |
| Año                | Lugar                     | Medalla            | Competición                |
| ------------------ | ------------------------- | ------------------ | -------------------------- |
| 2005               | Kluisbergen (Bélgica)     | Medalla de bronce  | Campo a través por relevos |
| 2006               | Lamosano (Italia)         | Medalla de bronce  | Campo a través por relevos |
| 2009               | Zoetermeer (Países Bajos) | Medalla de oro     | Campo a través por relevos |